# Stargate SG-1: Unleashed
Stargate SG-1: Unleashed est un jeu vidéo de tir à la troisième personne dont le premier épisode est sorti le 7 mars 2013 sur iPad et iPhone. La version pour Android est sortie pour la première fois le 13 juin 2013. Trois épisodes sont pour le moments prévus, dont le développement est à l'arrêt depuis fin 2013.

## Développement
Arkalis Interactive, l'éditeur du jeu avait déjà sorti une application appelée Stargate Command en 2012 qui offrait des mini-jeux ainsi que bonus liées à l'univers Stargate. L'histoire du jeu a été écrite par Sally Malcolm, auteur de plusieurs romans et livres audio de la franchise,. Le jeu reprend l'univers de la série télévisée Stargate SG-1 avec les mêmes personnages principaux dont les voix sont interprétées par leurs acteurs respectifs : Richard Dean Anderson pour Jack O’Neill, Amanda Tapping dans le rôle de Samantha Carter, Michael Shanks en tant que Daniel Jackson et Christopher Judge pour Teal'c 
Depuis fin 2013, le site web et les comptes sociaux de l'éditeur sont inactifs, compromettant le développement des épisodes 2 et 3. De même, l'épisode 1 est devenu introuvable sur Google Play et iTunes.

## Dates des sorties
| Épisode | iOS             | Android      |
| ------- | --------------- | ------------ |
| 1       | 7 mars 2013     | 13 juin 2013 |
| 2       | 7 novembre 2013 | Inconnue     |
| 3       | Inconnue        | Inconnue     |